# Parafia św. Brunona z Kwerfurtu Biskupa i Męczennika w Łomży
Parafia pw. św. Brunona z Kwerfurtu Biskupa i Męczennika w Łomży – rzymskokatolicka parafia należąca do dekanatu Łomża – św. Brunona, diecezji łomżyńskiej, metropolii białostockiej.

## Historia
Od 15 lipca 1978 istniał tu samodzielny ośrodek duszpasterski po wybudowaniu kościoła dolnego. Parafia pod wezwaniem św. Brunona z Kwerfurtu została erygowana 1 stycznia 1982 r. przez biskupa łomżyńskiego Mikołaja Sasinowskiego. 
W roku 1998 została odnowiona polichromia w górnym i dolnym kościele oraz elewacja zewnętrzna.
Kościół murowany w dwóch kondygnacjach pw. św. Brunona Bonifacego z Kwerfurtu BM wybudowany w latach 1977–1987 staraniem ks. proboszcza Henryka Jankowskiego. Został pobłogosławiony 15 lipca 1978 przez biskupa Mikołaja Sasinowskiego i konsekrowany 20 września 1987 r. przez biskupa Juliusza Paetza.
Parafia posiada kościół filialny pw. Zmartwychwstania Pańskiego na cmentarzu w Łomży. Cmentarz parafialny  o powierzchni  5,0 ha znajduje się w odległości  1,4 km od kościoła parafialnego. Został  założony i poświęcony 1 listopada 2006 r.
Parafia korzysta również z cmentarza parafialnego  należącego do parafii św. Michała  Archanioła i cmentarzy komunalnych w Łomży. 
Plebania murowana jest połączona z kościołem. Wybudowana została w latach 1978–1979.

## Kler parafialny

### Proboszczowie
- ks. Henryk Jankowski (1982—2010, rektor od 1978),
- ks. Dariusz Nagórski (od 2010).

### Powołania kapłańskie z parafii
- † ks. Kazimierz Cwalina (1938),
- ks. Henryk Budny (1961),
- † ks. Janusz Seweryn Filipkowski (1969),
- ks. Jan Makowski (1990),
- ks. Grzegorz Śniadach (1992),
- ks. Mirosław Brzeziński (1995),
- ks. Dariusz Andrzejkiewicz (1996),
- ks. Tadeusz Zieliński (1996),
- ks. Szymon Pieńkowski (1999),
- ks. Adam Wasilewski (2000),
- ks. Grzegorz Karwowski (2006).

## Zasięg parafii
Parafia powstała z podziału parafii św. Michała Archanioła w Łomży. Z terytorium parafii św. Brunona w Łomży, w roku 1992 została utworzona parafia Kupiski, a w roku 1997 parafia pw. NMP Częstochowskiej w Łomży.
Do parafii należą wierni z miejscowości: Janowo (4 km) i Stare Kupiski – kolonie (3 km) oraz wierni z Łomży (ulice: Akacjowa, Bartnicza, Bawełniana, Beztroska, Bliska, Browarna, Bukowa, Brzozowa, Cegielniana, Cicha, Cisowa, Chabrowa, Dębowa, Dobra, Harcerska, Jasna, Głogowa, Fabryczna, Jesionowa, Jodłowa, Kaktusowa, Kaliwody, Kasztanowa, Klonowa, Korczaka, Księżycowa, Krzywa, Kwadratowa, Kwiatowa, Kręta, Kurpiowska, Leśna, Leszczynowa, Lniarska, Lipowa, Łączna, Łukasińskiego, Makowa, Malinowa, Miła, Modrzewiowa, Nowogrodzka (nieparzyste od nr 29; parzyste od nr 44), Nowoprojektowana, Obrońców Łomży, Ogrodnika, Partyzantów, Piaski, Piaskowa, Piłsudskiego, Piwna, Podleśna, Polna, 33 Pułku Piechoty, Pułaskiego, Poznańska, Poprzeczna, Promienna, Prosta, Przyjaźni, Pogodna, Przytulna, Ptasia, Radości, Różana, Rzemieślnicza, Sikorskiego (nieparzyste do nr 223; parzyste do nr 162), Sosnowa, Spacerowa, Spokojna, Staszica, Strażacka, Szeroka, Szczęśliwa, Świerkowa, Uśmiechu, Wesoła, Wesołowskiego, Wiązowa, Winiarskiego, Włókiennicza, Wyzwolenia, Wojska Polskiego (parzyste od nr 12; nieparzyste od nr 41), Zaciszna, Zabawna, Żabia).